# Копростаза
Копростаза или фекална импакција настаје због стврднуте столица (измет) у виду велике тврда масе која се задржава у дебелом цреву и толико заглави у  дебелом цреву или ректуму да пацијент није у стању да је спонтано  евакуише редовном перисталтичком активношћу црева. Често је праћена и губитком осећаја или реаекације када је столица у ректуму.
Копростаза може бити веома озбиљно стање јер може довести до стварања феколита или измета налик камену и резултовати озбиљним болестима или чак смрћу ако се правовремено не лечи. Како се чешће јавља међу старијих особа које имају проблема са цревима, она је узрок повећаног морбидитета и значајан узрок смањења квалитета живота  старијих особа.

## Разлика између копростазе и затвора
Копростазу треба разликовати од затвора или опстипације  коју карактерише ређе пражњење црева него што се очекује, или је столица чврста, сува или тешка за уобичајени пролаз кроз црева. При томе требало би имати у виду да се дуготрајни затвор може  претворити у копростазу или зачепљене дебелог црева.

## Епидемиологија
Копростаза се обично јавља код старијих особа, често као акутно стање у хитној помоћи и у болници. Тешка опстипација је значајан проблем који погађа скоро 70% старијих људи који су збринути у старачким домовима. Међу погођенима, око 7% ће имати стање откривено током дигиталног ректалног прегледа. Копростаза  је чешћа код старијих жена које су на институционалној нези и имају повезане неуропсихијатријске поремећаје. Она је и узрок повећаног морбидитета код старијих, а ако се дозволи да напредује, може довести до компликација које узрокују смрт у старијој старосној групи.

## Етиологија
Копростаза се обично јавља код старијих особа које су хоспитализоване или под институционалном негом, и повезана је са:
- генерализованим болестима (као што су склеродерма и хронична бубрежна инсуфицијенција),
- стањима која изазивају промене у нормалној анатомији (као што су урођене абнормалности у аноректалном региону)
- претходни хируршки захват на цревима.
- редовним конзумирањем нестероидних антиинфламаторних лекова  (код страијих одраслих особа),[5]
- хоспитализованим пацијентима који примају лекове са опиоидима (посебно код оних који имају историју хроничног затвора и који су везани за кревет).[6]